# Yosef Almosnino
Yosef Almosnino (en hebreo: יוסף אלמוסנינו; c. 1642 – 1689) fue un rabino y predicador sefardí otomano, conocido por sus sermones y obras en hebreo. Pertenecía a una destacada familia rabínica; era nieto del célebre sabio Moshé Almosnino, y continuó su legado intelectual dentro de las comunidades judías del sureste de Europa durante el siglo XVII.

## Biografía
Yosef Almosnino nació alrededor de 1642 en Sarajevo, una ciudad del Imperio otomano con una importante comunidad sefardí. Provenía de una familia de rabinos hispano-judíos que encontraron refugio en tierras otomanas.
Desarrolló su carrera rabínica en varias comunidades de los Balcanes, especialmente en Belgrado, donde ejerció como predicador principal. Fue reconocido por su capacidad oratoria, la claridad de sus sermones y su conocimiento profundo del Talmud y la Halajá. Falleció en Belgrado en 1689.

## Obra
Su obra más destacada es:
- Edut be-Yosef (עדות ביוסף): una recopilación de sermones y reflexiones religiosas, que fue publicada póstumamente en Constantinopla en 1711 por su hijo Isaac Almosnino.[3] La obra aborda temas litúrgicos, éticos y sociales, y ofrece una visión única del pensamiento judío sefardí en la diáspora otomana del siglo XVII.

## Legado
Aunque menos conocido que su abuelo Moshé Almosnino, Yosef mantuvo vivo el linaje intelectual de su familia. Su hijo se encargó de preservar y publicar sus escritos, garantizando su transmisión a futuras generaciones. Su obra refleja tanto la fidelidad a la tradición sefardí como una sensibilidad a los desafíos de las comunidades judías en el contexto otomano.